# Angela du Maurier

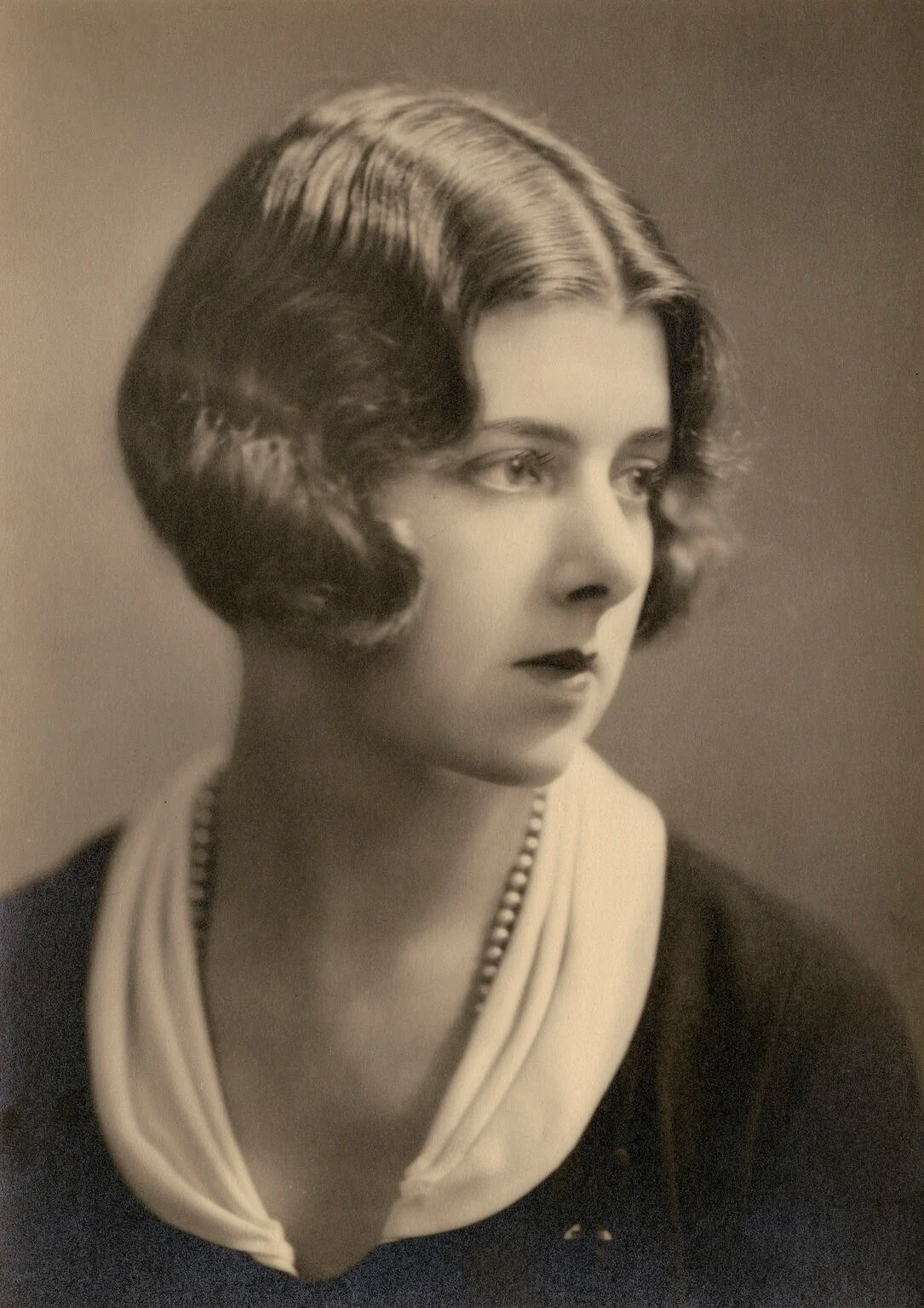
Angela du Maurier (1920er Jahre)

Angela du Maurier (* 1. März 1904 in London; † 5. Februar 2002 ebenda) war eine britische Schriftstellerin.

## Leben
Angela du Maurier wurde im Frühjahr 1904 in London als Tochter des Schauspielers und Theaterintendanten Gerald du Maurier (1873–1934) und der Schauspielerin Muriel Beaumont (1881–1957) geboren. Ihr Großvater war der Autor und Zeichner George du Maurier (1834–1896). Sie hatte zwei jüngere Schwestern, die bekannte Schriftstellerin Daphne du Maurier (1907–1989) und die Künstlerin Jeanne du Maurier (1911–1997). Im Gegensatz zu ihren eher schüchternen Schwestern war Angela extrovertiert und genoss schon als Kind die großen Empfänge, die ihre Eltern gaben. Bald war sie fasziniert von der Welt des Theaters, weshalb sie den Wunsch entwickelte, selbst Schauspielerin zu werden. Mit Erlaubnis des Autors J. M. Barrie, ein Freund der Familie, durfte sie die Rolle der Wendy in einer Inszenierung von Peter Pan übernehmen. Wenig später entschied sich du Maurier jedoch gegen eine Karriere als Schauspielerin und fasste stattdessen wie ihre Schwester Daphne die Schriftstellerei ins Auge.
Ein erstes, um 1930 herum eingereichtes Manuskript für einen Roman mit lesbischen Motiven wurde zunächst abgelehnt. Einen Debütroman publizierte sie deshalb erst 1939, der jedoch von den Erfolgen ihrer Schwester mit Jamaica Inn (1936) und Rebecca (1938) überstrahlt wurde. In den nächsten Jahren publizierte sie acht weitere Romane, darunter auch ihr erstes Manuskript, das 1941 unter dem Titel The Little Less doch noch veröffentlicht wurde, sowie eine Anthologie von Kurzgeschichten und zwei Autobiografien. Immerzu blieb sie aber in der Außenwahrnehmung hinter ihrer Schwester Daphne zurück, von der sie unweit entfernt in Cornwall lebte. Unter anderem unterstützte Angela die sozial zurückgezogene Daphne während intensiver Schreibphasen oder bei Empfängen. Angela heiratete nie und nahm nach dem Tod ihres Vaters 1934 ihre Mutter zu sich. Nach dem Tod ihrer Mutter 1957 und dem Tod von Daphnes Ehemann 1965 wurde das Verhältnis der beiden Schwestern nochmals enger. Angela unterhielt daneben einen soliden Kreis von Freundinnen, darunter die Schriftstellerin Naomi Jacob. Gerüchte über lesbische Liebschaften wies sie stets als unerwünschte Vermutungen über ihr Privatleben zurück. Angela du Maurier starb 2002 einen Monat vor ihrem 98. Geburtstag in London.

## Werke
Romane
- The Perplexed Heart. Michael Joseph, London 1939.
- The Spinning Wheel. Michael Joseph, London 1940.
- The Little Less. Michael Joseph, London 1941.
- Treveryan. Michael Joseph, London 1942.
- Lawrence Vane. Peter Davies, London 1946.
- Shallow Waters. Peter Davies, London 1952.
- The Road to Leenane. Peter Davies, London 1963.
- Pilgrims by the Way. Peter Davies, London 1969.
- The Frailty of Nature. Peter Davies, London 1969.

Autobiografien
- It’s Only the Sister: An Autobiography. Peter Davies, London 1951.
- Old Maids Remember. Peter Davies, London 1966.

Kurzgeschichten
- Birkinshaw and Other Stories. Peter Davies, London 1948.